# Рубежное
Рубе́жное (укр. Рубіжне) — город в Северодонецком районе Луганской области Украины. Входит в состав Лисичанско-Северодонецкой агломерации. До 2022 года являлся центром химической и целлюлозно-бумажной промышленности Украины.

## География
Расположен на левом берегу реки Северский Донец возле пойменных озёр. Протяжённость города с севера на юг — 8,5 км, с запада на восток — 6 км.

## Название
Название город получил от одноимённого села, лежавшего вблизи, на правом берегу Северского Донца, известного со второй половины XVIII века. Так, жители села Рубежного строили участок железной дороги от Лисичанска до Кременной. Во время её сооружения был открыт песчаный карьер, который назвали Рубежанским. Вскоре возле этого места появилась станция, которая была названа Рубежное, от которой город и получил название.

## История
В «Слове о полку Игореве» территорию, на которой находится город, назвали Диким полем. Московское государство проявило интерес к этой части «поля» в середине XVI века в лице Рыльских и Путивльских сторожей, задачей которых было как можно более раннее обнаружение движения татарских отрядов в сторону «украинных» городов государства. Один из маршрутов сторожей проходил через территорию будущего города:

стояти сторожемъ. на Бахмутовской стороже на сей стороне Донца, а переезжати имъ направо вверхъ по Донцу до усть Тору верстъ съ двадцать, а налево внизъ по Донцу черезъ Красную речку да черезъ Боровой шляхъ подъ Ольховой Колодезь верстъ съ пятьдесятъ.
— Акты Московского государства
В XVII веке инициатива в освоении края перешла к казакам, Войско Донское даже основало «городки» по левой стороне Донца, в том числе Краснянский и Боровской. Пётр Первый вернул дело освоения края в государственное русло. Территория, на которой в будущем будет построен город, вошла в состав Бахмутской провинции Азовской губернии. В 1787 году «его светл. госп. ген. фельд. и кав. кн. Потёмкин» владел здесь 23 335 десятинами земли в с. Воеводовка, дер. Катериновке, Варваровке, Кудрявцовой и Соловиновке. Катериновка располагалась в современной черте города. В 1797 году с образованием Старобельского уезда территория, на которой позднее был построен город, вошла в его состав.
Основание города связано со строительством железной дороги Лисичанск — Купянск в 1894—1895 годах. Железная дорога длиной 124,84 км была проложена за 1,5 года. 17 декабря 1895 года по ней начали ходить поезда. Разъезд на левом берегу Северского Донца получил название вблизи находящегося села Рубежного. Во время строительства разъезда был открыт большой песчаный карьер, который назывался Рубежанским. В 1898 году была построена вторая колея железной дороги. В 1900 году разъезд был преобразован в грузовой пункт откуда отправляли корзины до 50 вагонов в год, получали кукурузу до 120 вагонов и уголь до 200 вагонов в год.
Строительство поселения «Русско-краска» (в будущем г. Рубежного) стало результатом развития в регионе анилинокрасочной промышленности. С началом в 1914 году Первой мировой войны импорт красителей из Германии в Россию прекратился. Это ударило по фабрикантам-текстильщикам. В Москве было основано товарищество химического красительного производства «Русско-краска», которое приняло решение о строительстве завода в границах станции Рубежное. Главную роль в выборе места сыграла близость источников сырья, топлива и воды. Вопросы транспортировки решила железная дорога. Тут же был дешёвый строительный материал: мел, известь и песок. Рабочая сила приходила на станцию из окрестных сёл в поисках заработка и отсрочки от призыва в действующую армию. Местный землевладелец Мартыненко дёшево продал акционерному товариществу 1840 десятин неплодородной земли. 17 июля 1915 года на расстоянии полкилометра от железнодорожной станции началось строительство завода «Русско-Краска». Вместе с заводом были заложены первые жилые дома. Рядом с заводом «Русско-Краска» строился завод акционерного товарищества «Коксобензол». Российское товарищество для производства и продажи пороха строило Южный завод взрывчатых веществ (теперь казённый химзавод «Заря»). Были осуществлены примыкания частных железнодорожных ветвей заводов «Русско-Краска» и завода для изготовления взрывчатых веществ к железнодорожному разъезду «Рубежная». «Харьковский календарь на 1917 год» в числе 5 городов и значительных селений Старобельского уезда называет «с. Рубежное (вновь устанавливающаяся фабрика химических продуктов)».
В 1916 году в Рубежном жило 3 тыс. чел. В доме барачного типа находилась двухклассная школа, где училось 50 детей. В 1918—1919 годах станция находилась в зоне боевых действий гражданской войны, власть в местности несколько раз менялась. В декабре 1919 года станцию заняли наступавшие подразделения 1-й Конной армии РККА и советская власть была восстановлена, 23 декабря был избран Донец-Рубежанский революционный комитет во главе с А. Н. Павленко. Завод «Русско-краска» в 1923 году переименован в «Красное знамя».
Всесоюзная перепись населения 1926 года зафиксировала на территории будущего города три городских поселения, административно входящих в Новоастраханский район Старобельского округа: Красное Знамя с постоянным населением 2425 человек, Озёры и ст. Рубежная — с населением 1388 человек и Пороховой завод — с населением 692 человека.
В апреле 1930 года поселение было переименовано в Рубежное. В октябре 1930 года ВУЦИК и СНК УССР постановили: перенести центр Ново-Астраханского района из села Новой-Астрахани в посёлок Рубежное с соответствующим переименованием района в Рубежанский. Район имел 28 сельсоветов и 98 929 человек населения, в том числе городского 5460 человек.
25 марта 1931 года здесь началось издание местной газеты.
20 ноября 1934 года постановлением Президиума Всеукраинского центрального исполнительного комитета посёлок Рубежное причислен к разряду городов.
В 1940 году в городе проживало 21,9 тыс. человек, жилой фонд составлял 120,0 тыс. м², и в этом же году он стал городом областного подчинения.
В ходе Великой Отечественной войны 10 июля 1942 года город был оккупирован немецкими войсками.
За время оккупации на территории химкомбината было расстреляно более 300 жителей города, в 1967 году на братской могиле жертв фашизма установлен памятник.
31 января 1943 года был освобождён частями 41-й гв. стрелковой дивизии 1-й гвардейской армии Юго-Западного фронта в ходе Ворошиловградской операции.
В 1955 году здесь действовали химический комбинат, асфальтобетонный завод, завод силикатного кирпича, чулочная фабрика, два техникума, ремесленное училище, три школы профессионального обучения, школа рабочей молодёжи, 4 средние школы, начальная школа, 33 библиотеки, Дворец культуры, Дом пионеров, кинотеатр, летний театр, стадион, а также парк культуры и отдыха.
В январе 1989 года численность населения составляла 74 078 человек, основой экономики являлись ПО «Краситель», котельно-механический завод и производство стройматериалов.
В мае 1995 года Кабинет министров Украины утвердил решение о приватизации находившихся в городе АТП-10917, картонно-тарного комбината, химического комбината, а также института химической технологии и промышленной экологии.
До 22 июля 2014 года Рубежное (как и вся агломерация) находилось под контролем вооружённых сил ЛНР во главе с А. Мозговым и П. Дремовым. 22 июля 2014 года Национальная гвардия Украины вошла в город и взяла его под свой контроль.
Постановлением Верховного Совета (Рады) Украины 17 июля 2020 года образован Северодонецкий район, в который среди прочих вошла и Рубежанская городская община (громада) утверждённая Кабинетом Министров Украины 12 июня 2020 года в составе следующих территориальных общин (громад): Рубежанской, Булгаковской, Варваровской, Голубовской, Кудряшовской, Михайловской.

### Вторжение России на Украину (c 2022)

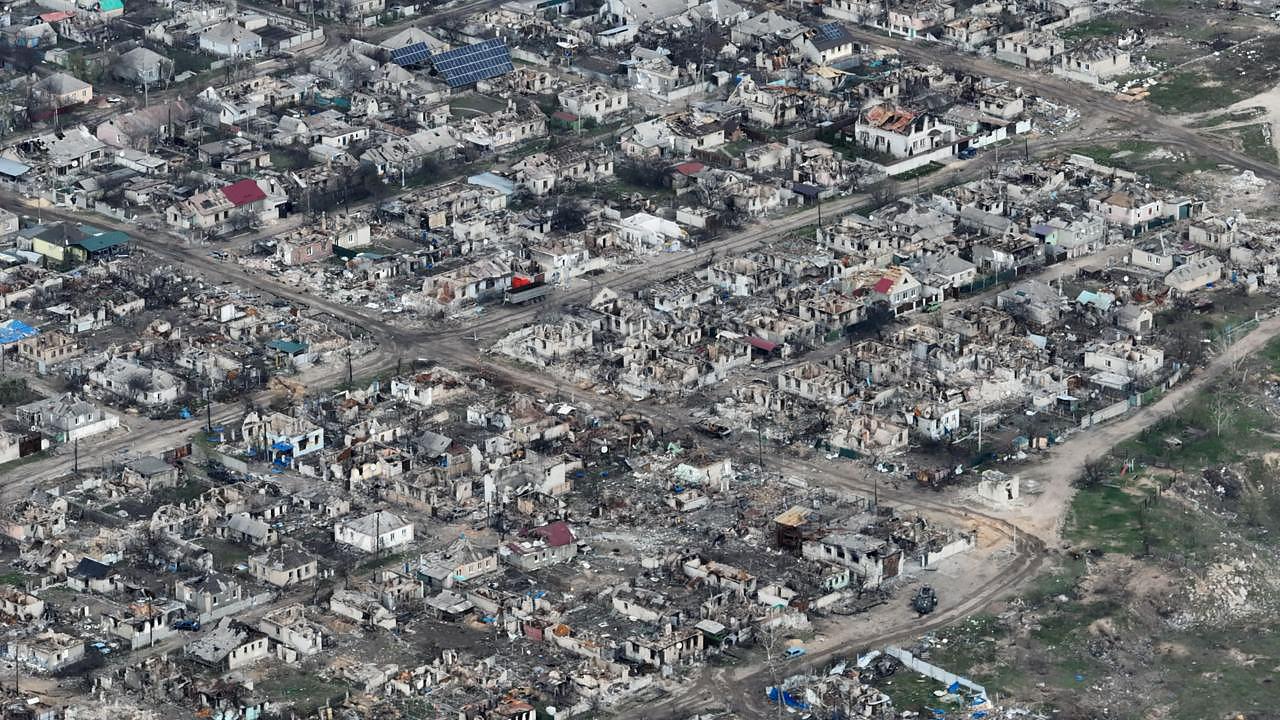
Рубежное после боев в 2022 году

На 23 марта 2022 года часть города была занята ВС РФ. С апреля полностью оккупирован российскими войсками в ходе вторжения России на Украину.

## Население
На 1 января 2019 года наличное население города составляло 57 299 человек.
По данным всеукраинской переписи населения 2001 года, население города составляло 65 322 человека.
Динамика
- 1956 — 31,3 тыс. чел.;
- 1959 — 35,1 тыс. чел;
- 1970 — 58,3 тыс. чел;
- 1979 — 65,7 тыс. чел;
- 1989 — 74 тыс. чел;
- 1993 — 75,6 тыс. чел;
- 2001 — 65,3 тыс. чел;
- 2012 — 60,4 тыс. чел;
- 2013 — 60,3 тыс. чел.;
- 2014 — 59 951 чел;
- 2017 — 58 582 чел.[31]

По данным переписи 2001 года, украинцы составляли 66,34 % населения Рубежного, русские — 31,35 %.

### Языковой состав
Родной язык населения по данным переписи 2001 года:
| Язык       | Численность, чел. | Доля     |
| ---------- | ----------------- | -------- |
| Украинский | 25 534            | 38,95 %  |
| Русский    | 39 374            | 60,05 %  |
| Другое     | 656               | 1,00 %   |
| Итого      | 65 564            | 100,00 % |

Украинский язык является единственным официальным языком города.

## Города-побратимы
- Долина (Украина)[35]

## Климат
Город находится в резко континентальной климатической зоне с достаточно засушливым летом и малоснежной зимой с нестойким снежным покровом. Средняя температура наиболее тёплого месяца (июля) +21 °С, +22 °С, а самого холодного (январь) −7 °С, −8 °С. Максимальная температура летом достигает +39,5 °С, минимальная в отдельные зимы достигала −34 °С. Весенние заморозки наблюдаются во второй декаде апреля, а первые осенние — во второй декаде сентября. Длительность безморозного периода — 240—260 дней.
Средняя сумма осадков — до 284 мм в апреле—октябре с резким колебанием по годам. Высота снежного покрова составляет в среднем 20—48 см. Из-за частых оттепелей снежный покров нестойкий. Грунт промерзает на глубину от 0,6 до 1,2 м.

## Экономика
- Рубежанский химический комбинат
- ООО НПП «Заря»
- ГП ХЗ «Южный»
- ПИИ «ИнтерГазСинтез»
- Рубежанский картонно-тарный комбинат
- ООО НПФ «Микрохим»
- ООО «Лизинвест»
- ООО «Рубежанский Краситель»
- ООО «БКФ» (производство полиэтиленовых пакетов)
- ООО «Завод органического синтеза»
- ООО «Проминвест-Пластик»
- ЗАО «Рубежное-Агро»
- ООО «Рубежанская чулочная мануфактура» — производство чулочно-носочных изделий
- ООО «Энергия» (ремонт электродвигателей всех видов)
- Рубежанский завод железобетонных изделий (ЖБИ)

## Транспорт
Автомобильный

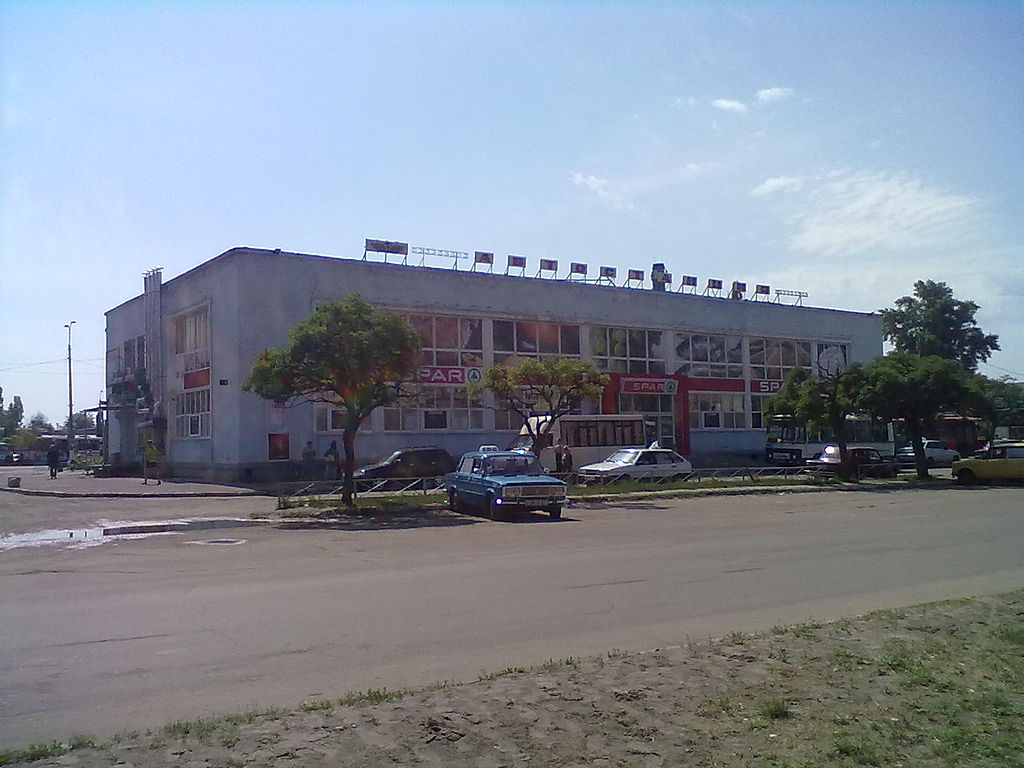
Автостанция (разрушена)

Ближайшая трасса государственного значения, соединяющая Харьков и Донбасс, М-03 находится на расстоянии 70 км от города. Через город проходит региональная автодорога Р-66. Развит общественный транспорт с использованием автобусов большой и средней вместительности. Средний интервал движения — 20 минут.
Городские маршруты:
1. № 101 Стадион — Забиркино, ул. Химиков
2. № 109 Поликлиника — ж/д мост
3. № 111 Автостанция — РКХЗ «Заря»
4. № 115 Заводская-1 — Забиркино
5. № 107 Гипро — РКХЗ «Заря»
6. № 107-А 8-й микр.— «РКТК»

Рубежанская автостанция построена по типовому проекту как и большинство подобных зданий в области. График работы — с 4:30 до 18:40. Территория автостанции разделена на три посадочные платформы. Первая платформа обслуживает маршруты в направлении до таких населённых пунктов:
- Кременная
- Мостки
- Червона Диброва
- Ж/д вокзалБараниковка
- Новокраснянка

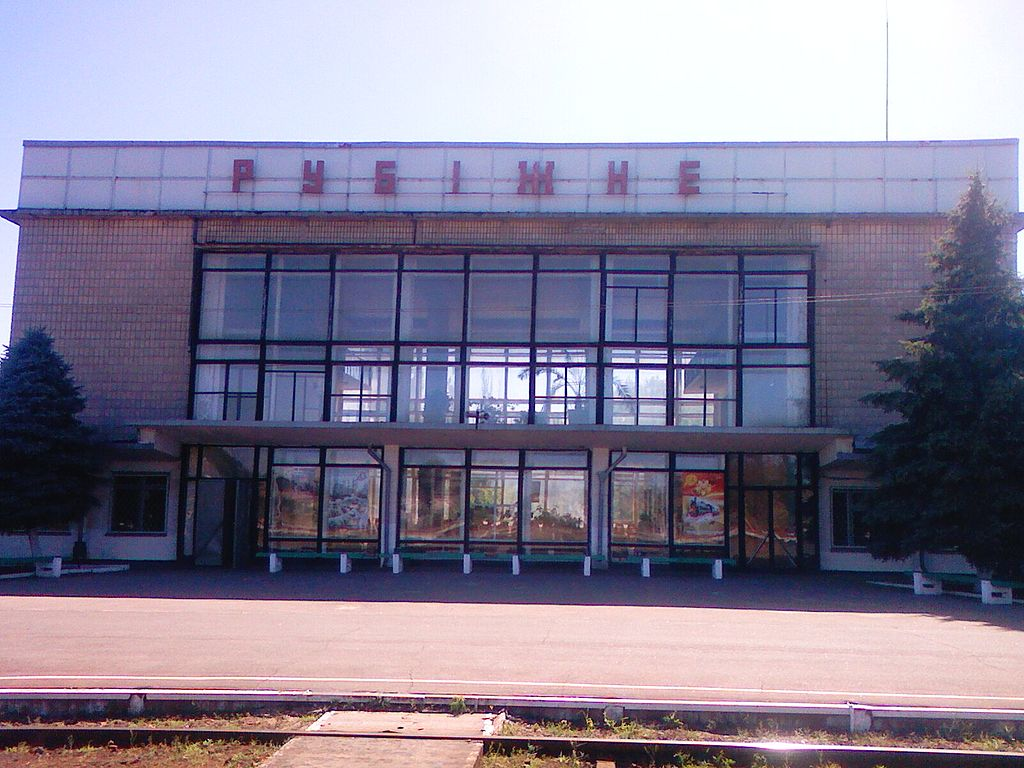
Ж/д вокзал

Вторая платформа — маршруты в направлении до:
- Кудряшовка
- Варваровка
- Северодонецк
- Лисичанск

Третья платформа служит для всех маршрутов дальнего сообщения. Каждый день автостанция принимает около 80 междугородних маршрутов дальнего сообщения, не считая многочисленные пригородные перевозки.

Ж/д станция

Железнодорожный транспорт
Железнодорожный транспорт представлен неэлектрифицированной линией Купянск — Попасная, которая до Рубежного имеет однопутный железнодорожный путь, а после него — двупутный. В городе функционирует погрузочно-пассажирская станция обслуживаемого Попаснянским производственным участком Луганской дирекции по перевозке грузов и пассажиров Донецкой железной дороги и 2 остановочных пункта — Забиркино и 933 км.
По объёмам работы станция относится к 3-му классу. Рубежное имеет прямое сообщение с городами Киев, Харьков, Винница, Полтава, Сумы, Хмельницкий, Львов и Ужгород.
В 2015 году вокзал был полностью отремонтирован, а станция приобрела статус «ворот области».
Аэропорт
Ближайший аэропорт расположен в 25 километрах от города и находится в Северодонецке. Построен в 1968 году для обслуживания жителей и работников предприятий городов промышленного региона. В наше время не функционирует. Идёт дискуссия о восстановлении работоспособности аэропорта, но в связи с огромными финансовыми затратами сроки ремонта пока не известны.

## Образование
В городе действует 10 общеобразовательных школ, многопрофильный лицей, 2 школы-интерната, школа искусств, 3 профессиональных лицея, Первомайский индустриально-педагогический колледж, колледж (РПК ЛНУ, бывший РХМТ), Рубежанский индустриально-педагогический колледж, институт химических технологий ВНУ им. В. Даля и Луганский государственный медицинский университет, Учебно-научный институт физики-математики информационных технологий Луганского национального университета имени Тараса Шевченко

## Культура
В городе функционирует городское коммунальное учреждение «Дворец культуры», в котором работает 39 клубных формирований, из которых 7 народных коллективов, 3 — образцовых, 12 творческих и 16 любительских объединений, и его филиал в южной части города. Работает четыре библиотеки, детская школа искусств и коммунальное учреждение «Городской музей», который проводит научно-исследовательскую и культурно-просветительскую работу, способствует возрождению украинских национальных традиций.

## Инфраструктура
Супермаркеты и минимаркеты
- «АТБ»
- Посад
- Фокстрот
- Еva
- Городок
- Строитель
- ProStor
- Семья
- Визаж
- 21 Век

Гостиницы и отели
- Гостиница «Советская»
- Гостинично-ресторанный комплекс «Станица»

## Галерея

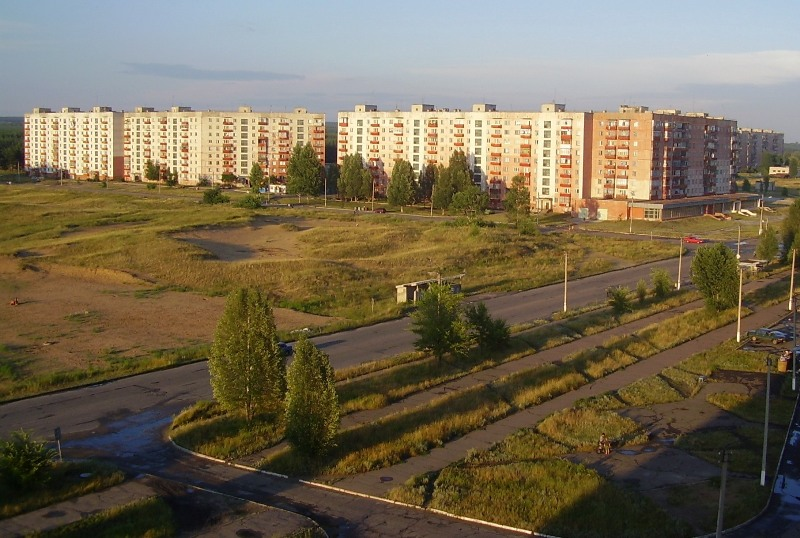
Вид на 9-й микрорайон
Гостиница «Советская»